# Prodotiscus regulus
Prodotiscus regulus е вид птица от семейство Indicatoridae.

## Разпространение
Видът е разпространен в Ангола, Ботсвана, Етиопия, Замбия, Зимбабве, Камерун, Демократична република Конго, Кот д'Ивоар, Кения, Лесото, Либерия, Малави, Мозамбик, Намибия, Нигерия, Руанда, Судан, Свазиленд, Танзания, Того, Уганда, Централноафриканската република и Южна Африка.